# Jan Karlsgården
Jan Karlsgården is een openluchtmuseum in de gemeente Sund, op het hoofdeiland van Åland. Het is pal naast het kasteel Kastelholm gelegen, en bestaat uit historische gebouwen die vanuit verschillende delen van Åland daarheen zijn verplaatst.
Het Zweedse openluchtmuseum Skansen (in Stockholm) stond model voor dit museum. De doelstelling was om de bouw- en wooncultuur van Åland te laten zien, traditioneel handwerk te verkopen en feesten in traditionele geest te organiseren. De eerste gebouwen, een paar molens, werden in 1931 hierheen verplaatst, terwijl het hoofdgebouw dat het museum zijn naam gaf, in 1934 arriveerde vanuit Bamböle, Finström. Momenteel omvat het museum meer dan twintig gebouwen die een beeld geven van hoe Åland er in de tweede helft van de 19e eeuw uitzag.
Sinds de jaren '40 is het een traditie om elk jaar op midzomeravond een meiboom op te richten bij Jan Karlsgården, en in november, op de zaterdag voor de eerste advent, wordt hier de oudste en grootste kerstmarkt van Åland gehouden. Het museum is het hele jaar door te bezoeken, maar alleen in de zomer zijn de gebouwen zelf ook open voor bezoekers.
Pal naast de ingang van het museum bevindt zich het gevangenismuseum Vita Björn.

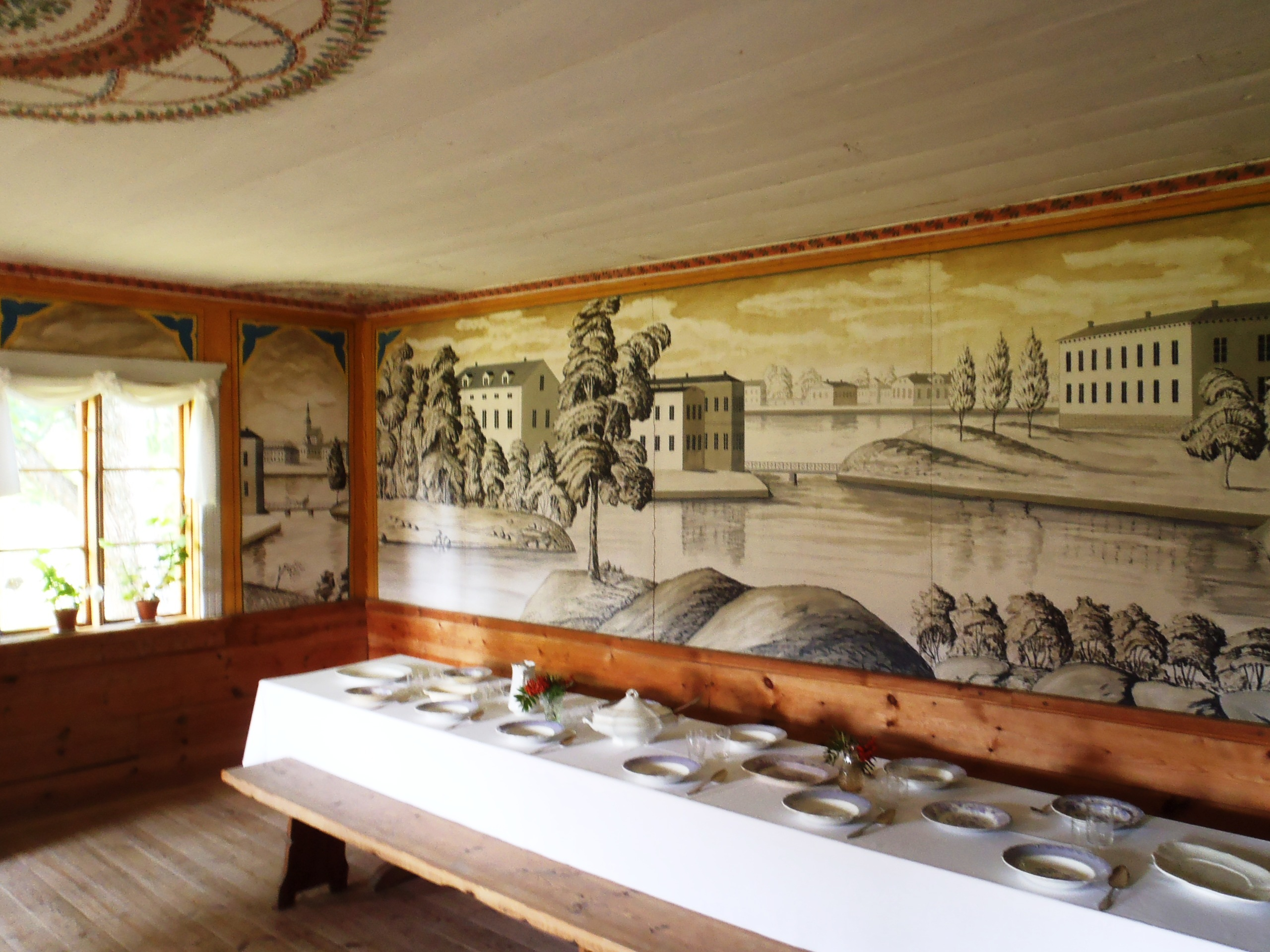
Interieur van een van de gebouwen